# Chaetocnema modiglianii
Chaetocnema modiglianii (лат.) — вид жуков-листоедов рода Chaetocnema трибы земляные блошки из подсемейства козявок (Galerucinae, Chrysomelidae). 

## Распространение
Встречаются в Южной и Юго-восточной Азии (Бутан, Вьетнам, Индонезия, Китай, Лаос, Малайзия, Непал, Пакистан, Таиланд, Шри-Ланка).

## Описание
Длина 1,95—2,15 мм, ширина 1,25—1,35 мм. От близких видов (Chaetocnema ingenua, Chaetocnema  midimpunctata, Chaetocnema  westwoodi) отличается комбинацией следующих признаков: формой первого вентрита брюшка, эдеагуса и переднеспинки (соотношение ширины к длине 1,45—1,55). Переднеспинка и надкрылья медные и бронзоватые. Голова и дорзум тонко сетчатые. Фронтолатеральная борозда отсутствует. Антенномеры усиков желтовато-коричневые (А1-4) и коричневые (А5-11), голени жёлтые или желтовато-коричневые, бёдра коричневые. Голова гипогнатная (ротовые органы направлены вниз). Надкрылья покрыты несколькими рядами (6—8) многочисленных мелких точек — пунктур. Бока надкрылий выпуклые. Второй и третий вентриты слиты. Средние и задние голени с выемкой на наружной стороне перед вершиной. Переднеспинка без базальной бороздки. Вид был впервые описан в 1896 году немецким энтомологом Мартином Якоби (1842—1874) по материалам из Суматры, а его валидный статус был подтверждён в ходе ревизии, проведённой в 2019 году в ходе ревизии ориентальной фауны рода Chaetocnema, которую провели энтомологи Александр Константинов (Systematic Entomology Laboratory, USDA, c/o Smithsonian Institution, National Museum of Natural History, Вашингтон, США) и его коллеги из Китая (Ruan Y., Yang X., Zhang M.) и Индии (Prathapan K. D.).